# Saint-Sulpice (Oise)
Saint-Sulpice é uma comuna francesa na região administrativa de Altos da França, no departamento de Oise. Estende-se por uma área de 8,88 km². Em 2010 a comuna tinha 1 118 habitantes (densidade: 125,9 hab./km²).